# Zybertowo
Zybertowo – przysiółek wsi Gościcino w Polsce, położony w województwie pomorskim, w powiecie wejherowskim, w gminie Wejherowo.
W latach 1975–1998 przysiółek administracyjnie należał do województwa gdańskiego.
Przez teren przysiółka przebiega trasa linii autobusowej nr 7 organizowanej przez MZK Wejherowo, która zapewnia dojazd do centrum Wejherowa, stacji kolejowej w Gościcinie i Bolszewa.